# DailyMed
DailyMed是一个由美国国家医学图书馆运营的网站，旨在向医疗保健提供者和公众发布最新且准确的药物说明书。DailyMed的内容由美国食品和药物管理局（FDA）提供并每天更新。 FDA同时从制药行业收集这些信息。
发布的文档使用HL7第3版结构化产品标签 (SPL) 标准，将产品标签的人类可读文本与描述成分、形式、包装和其他属性的结构化数据元素相结合根据HL7参考信息模型 (RIM) 详细了解药品。
截至2021年8月21日，它包含有关140,232个药品清单的信息。
DailyMed还提供包括用于更新药物信息的RSS提要。